# SMS Maros (1871)
Az SMS Maros folyami hadihajó vagy ismertebb nevén monitor volt az Osztrák–Magyar Monarchia szolgálatában. A hajót 1871-ben építették azonban, szolgálati ideje alatt többször felújították, átépítették és modernizálták. Részt vett a monarchia harcaiban a Bosznia-Hercegovina okkupációjában, az első világháborúban majd a Tanácsköztársaság idején részt vett a monitor lázadásban. Az antant döntése értelmében 1920-ban Ausztria kapta meg, azonban további szolgálatáról ezután már nincs adat.

## Építésének körülményei
A világ első monitor típusú hadihajóját az USS Monitort John Ericsson svéd mérnök tervei alapján az Amerikai Egyesült Államokban készítették el. A monitorokat az alacsony hajótest, az erős páncélozottság, a forgó lövegtorony és a viszonylagosan nagy géperő jellemezte. Ez a típus az egész világon elterjedt, 1862 és 1965 között körülbelül 200 hajót építettek belőle.
Építéséhez a történelmi alapot a krími háborút lezáró párizsi béke (1856), adta meg, hiszen itt született megállapodás alapján a Oszmán Birodalom és a Habsburg Birodalom hadihajóinak is engedélyezték a Duna használatát. A törökök az engedély birtokában jelentős fejlesztésbe kezdtek folyami erőiknél és erre válaszul az osztrák-magyar hadvezetésnek is reagálni kellett. Az Osztrák-Magyar Monarchia tengeri flottájának parancsnoka Wilhelm von Tegetthoff altengernagy javaslatára, döntöttek a monitor típusú hadihajók építése mellett. A szükséges források is megteremtődtek, hiszen 1869-ben megszavazták az ehhez szükséges pénzt is.
Tegetthoff altengernagy és az őt támogató hadvezetés tervei szerint az építendő dunai monitorok gyors mozgású, páncélozott ütegként épültek a Duna és nagyobb mellékfolyóinak békeidőszakban történő járőrözése érdekében. Harci cselekmények során azt tervezték, hogy támogatniuk kell a szárazföldi erőket és segíteni azok erőszakos vízi átkeléseit. Feladatuk volt továbbá az utánpótlást szállító hajók biztosítása, aknazárak létesítése, illetve azok felszámolása, vízről tűzerővel támadni az ellenség parti erődítményeit, rombolni élő erejét, megakadályozni az ellenséges erők átkelését, mozgását, megsemmisíteni katonai bázisait, kikötőit, hajóit és egyéb parti létesítményeit.
Tervezésén Josef von Romako hajótervező mérnök már 1868-tól dolgozott és az Első Magyar Pest-Fiumei Hajógyár Rt. 1870. március 15-én megbízást is megkapta két monitor építésére. A két hadihajót ők bocsátották vízre, elsőnek a Marost 1871. április 20-án majd a Leithát május 17-én. A hajóépítés a költségvetésnek 425 ezer forintjába került. A hadrendbe állításhoz szükséges további munkálatokat azonban az óbudai Első Duna-gőzhajózási Társaság fejezte be 1872. október 13-án.
Elnevezését az akkori szokásoknak megfelelően a Duna vízgyűjtőrendszerének folyói közül választották. A keresztelő a dualizmus szellemében történt, így a két hajó közül az egyik osztrák, a másik pedig magyar nevet kapott. Ezért kapta a Marost míg testvére a Lajta folyó német elnevezése után a Leitha nevet. A besorolása szerinti hajóosztályt róla nevezték el Maros-osztálynak.

### Műszaki kialakítása
A magyar hajóépítészet kezdeteihez kell sorolni, hogy nemcsak az osztrák-magyar hajóhad első ikercsavaros, forgó lövegtornyú hajói, hanem egyúttal az első magyar gyárban épített hadihajók is a Maros-osztály monitorai voltak. Kora legmodernebb technikájával épült az úgynevezett Coles torony, illetve a fa alapra helyezett Bessemer acélból készített páncélzata.
A Maros monitort szolgálati ideje alatt többször felújították, átépítették és modernizálták. A hajótestet tekintve hosszúsága 50 méter, a legnagyobb szélessége 8,1 méter, a legnagyobb merülése 1,1 méter a főgép teljesítménye 320 lóerős duplex gőzgép, mely 9,6 km/h sebességet biztosított a hajónak. Az 1894-ben történt átépítésekor egy 720 lóerős triplex gőzgépet építettek be.
Nehézfegyverzetét a két elöltöltős az elülső fedélzeti részen a mozgatható toronyba szerelt 2 db 6’’-os toronylöveg jelentette. 1882-ben korszerűsítették a lövegét és új 25 mm-es gyorstüzelő toronylöveggel szerelték fel.

## Pályafutása
Állomáshelye Óbudán a kikötőben volt és személyzete a monarchia népeinek fiaiból állt, de jellemzően magyar nemzetiségűekből feltöltve.
A Maros monitor első harci bevetésén 1876-ban esett át. Az okot az adta, hogy az osztrák-magyar felségjelzés alatt közlekedő Radetzky személyszállító hajó a nemzetközi vízi útnak számító Dunán, török fennhatóság elől menekülő bolgárokat szállított Zimonyból Galatzba. A török álláspont szerint ők a szultán elleni lázadók voltak, ezért Belgrádnál szerb hivatalnokok leszállították őket a hajóról. A Monarchia hadvezetése ebben a császári lobogó megsértését látta, és elégtételt követelt, amelynek nyomatékául december 8-án a testvérével a Leithával együtt megjelent a belgrádi erődök előtt. A flottademonstráció hatására a törökök engedtek a nyomásnak és leváltották az erőd parancsnokát majd 21 ágyúlövéssel köszöntötték a megsértett lobogót.
Részt vett a boszniai okkupációban, ahol 1878. július 29-én kezdődött a Száva-parti Bródnál Bosznia és a Neretva menti Metkovičnál Hercegovina megszállása. A hajó a Száván monitorozva tényleges harci cselekményben is részt vett a szárazföldi hadműveletek támogatása során. A boszniai bevetés arra is jó volt, hogy megtapasztalták a hajó előnyei és célszerűsége mellett a hiányosságokat is. Így kiderült, hogy a gyakori alacsony vízállás mellett nehézkesen lehet vele manőverezni és a toronylövegek nem válnak be minden helyzetben, a hajók túl sok szenet fogyasztanak és az alkatrészek hamar elhasználódnak. Ezek a felismerések alapján végeztek további átalakításokat rajta.
Az első világháború harcaiban végig tevékenyen részt vett. Legnagyobb harcait 1914. augusztus 11 és december 1 között a Száva menti harcokban és Belgrád elfoglalásánál vívta. Október 3-án segített a harcképtelenné vált súlyosan megsérült testvére a Leitha megmentésében.
A Tanácsköztársaság idején személyzete csatlakozott a világ egyik első antikommunista felkeléséhez, melyet éppen e hajótípusról neveztek el monitor lázadásnak. Az elsők között volt mint lázadó, hiszen a Csuka őrnaszád és a Pozsony őrnaszád mellett a hajó legénysége tűzte ki elsőnek a királyi lobogót.
A háború utáni sorsával kapcsolatban azt lehet tudni, hogy az Antant döntése értelmében 1920-ban Ausztria kapta meg, de további szolgálatáról ezután már nincs adat.